# Myrophis
Myrophis is een geslacht van straalvinnige vissen uit de familie van de slangalen (Ophichthidae). De wetenschappelijke naam van het geslacht werd in 1851 voorgesteld door Christian Frederik Lütken.

## Soorten
- Myrophis anterodorsalis McCosker, Böhlke & Böhlke, 1989
- Myrophis lepturus Kotthaus, 1968
- Myrophis microchir Bleeker, 1865
- Myrophis platyrhynchus Breder, 1927
- Myrophis plumbeus Cope, 1871
- Myrophis punctatus Lütken, 1851
- Myrophis vafer Jordan & Gilbert, 1883